# Silvia Federici
Silvia Federici (født 1942, Parma i Italien) er en italiensk-amerikansk forsker, underviser og aktivist i den autonome, feministiske tradition. Hun er professor emerita i politisk filosofi ved Hofstra Universitet (Long Island, New York). Hun har gennem mange år arbejdet som lærer i Nigeria, var medstifter af the Committee for Academic Freedom in Africa (CAFA) og er fast del af Midnight Notes Collective.
Hendes skelsættende bog fra 2004, Caliban and the Witch: Women, The Body and Primitive Accumulation, tilbød en "omfattende, lysende og historisk meget grundig" analyse af krydsfeltet mellem patriarkat, kolonialisme og vold i kapitalismens første periode fra det 15. til det 18. århundrede. Bogen udgjorde et afgørende korrektiv til både marxistiske analyser af perioden med primitiv akkumulering, som tager køn ud af ligningen, så vel som undersøgelser af biopolitik.
I andre arbejder har Federici adresseret temaer som indhegning af fælleder, kolonialisme, arbejde, patriarkat og racisme i felter så forskellige som nyere områder for kapitalistisk akkumulation, international udviklingspolitik, immaterielt arbejde, analyse af strategier for sociale bevægelser og anti-kolonial kamp.
Federici voksede op i Italien og kom til USA i 1967 på et stipendium til at studere filosofi ved universitetet i Buffalo. Siden da har hun undervist ved flere universiteter i USA og på universitetet i Port Harcourt i Nigeria. Hun er i dag professor emerita i politisk filosofi ved Hofstra Universitet.
Federici har været en central del af Midnight Notes Collective og er medstifter af Committee for Academic Freedom in Africa (CAFA), en støtteorganisation for afrikanske studerende og læreres kampe mod strukturtilpasninger. Mellem 1991 og 2003 var hun medredaktør på the CAFA Bulletin. I 1995 var hun med til at stifte Anti-Death Penalty Project i Radical Philosophy Association (RPA).

## Wages Against Housework
Hovedartikel: Wages for Housework
I de tidlige 70'ere var Federici, sammen med tænkere som Mariarosa Dalla Costa og Selma James, medstifter til International Feminist Collective og var siden organiseret i bevægelsen Wages for Housework (se også bogen Wages Against Housework). Bevægelsen førte en global alliance af feministiske grupper sammen for at danne en revolutionær udfordring af selve omdrejningspunktet for kapitalen og patriarkatets magt: ved at kræve økonomisk suverænitet for kvinder, beskæftiget med de grundlæggende former for reproduktivt arbejde. Federici førte bevægelsen til USA via New York.

Ifølge Federici handler det ikke om, at husarbejdet er udenfor lønrelationen. For Federici er lønrelationen bredere end selve lønarbejdet:
En af bedrifterne ved den internationale Wages for Housework-kampagne, som vi satte i gang i 1970'erne, var netop at afsløre ikke bare mængden af arbejde som ulønnede husarbejdere udfører for kapitalen, men, som en følge af det, den sociale magt som dette arbejde potentielt tildeler dem, for så vidt at husarbejdet reproducerer arbejderen og som følge deraf er grundpillen for enhver anden form for arbejde.
Et eksempel på dette viste sig på Island i oktober 1975, hvor kvinder gik i strejke og alt i Reykjavik og andre dele af landet hvor strejken fandt sted gik i stå.

Til forestillingen om at arbejdsmarkedet de seneste årtier er blevet "feminiseret", derved at meget tidligere husarbejde og omsorgsarbejde er privatiseret og gjort til lønarbejde, vender Federici problemet på hovedet:
Så i stedet for feminiseringen af lønarbejde, kunne vi tale om 'maskuliniseringen' af 'kvindearbejde', i takt med at beskæftigelse har tvunget os til at tilpasse os til en organisering af arbejdet der stadig bygger på antagelsen om at arbejdere er mænd, som har kvinder derhjemme til at tage hånd om husarbejdet.
Federici henviser til statistik der viser, at hovedparten af husarbejdet stadig udføres af kvinder og stadig er ubetalt. Dette gælder især for børnepasning, som er den største sektor på jorden, især hvad angår pasningen af små børn fra alderen et til fem.

## Caliban and the Witch
Hovedartikel: Caliban and the Witch
Federicis skelsættende værk, Caliban and the Witch: Women, the Body and Primitive Accumulation fra 2004, fortæller historien om kapitalismens fødsel og den forfølgelse af kvinder, der fandt sted som en fast bestanddel af den. Federici viser hvordan opkomsten af det nye mandlige proletariat af lønarbejdere, krævede en krig mod kvinder og indførelsen af en ny pagt mellem kønnene og en ny patriarkalsk æra, hvad hun kalder "lønarbejdets patriarkat". Det historiske omdrejningspunkt for bogen er hekseforfølgelserne og den nye disciplinering af kroppe. Federici argumenterer for og viser hvordan kvindernes underkastelse var lige så afgørende for dannelsen af det nye verdensomspændende proletariat som indhegningen af fællederne, erobringen og koloniseringen af 'Den Nye Verden' og slavehandlen.
Bogen videreudvikler Leopoldina Fortunatis arbejde med at kritisere Marx' historie over kapitalismen første tider. Federici argumenterer mod Karl Marx' påstand om, at primitiv akkumulation er en nødvendig forløber for kapitalismen. I stedet fremfører hun, at primitiv akkumulation er et grundlæggende egenskab ved kapitalen i det hele taget - at kapitalen, for at kunne videreføre sig, kræver en konstant tilførsel af eksterne værdiformer. Federici forbinder denne udvinding af andre værdier til kvinders ubetalte arbejde, både den reproduktive slags og i øvrigt, som hun fremlægger som en historisk betingelse for opkomsten af en kapitalistisk økonomi, der bygger på lønarbejde. I forbindelse med dette redegør hun for den historiske kamp om fællederne og kampen for fælles brug af jorden og produktionsmidlerne (kommunalisme). I stedet for at se kapitalisme som en frigørelsessejr over feudalisme, fortolker Federici opkomsten af kapitalisme som en reaktionær bevægelse med det formål at underminere den voksende sympati for kommunalistiske praksisser og for at bevare den grundlæggende sociale kontrakt.

### Bøger
- Wages Against Housework, 1975, Falling Wall Press Ltd.
- Caliban and the Witch: Women, the Body and Primitive Accumulation. Brooklyn, NY: Autonomedia.
- Revolution at Point Zero: Housework, Reproduction, and Feminist Struggle, Brooklyn/Oakland: Common Notions/PM Press